# Blainville-sur-Orne
Pour les articles homonymes, voir Blainville.
Blainville-sur-Orne est une commune française, située dans le département du Calvados en région Normandie, peuplée de 5 991 habitants.

## Géographie

### Localisation
Blainville-sur-Orne se situe dans la banlieue nord-est de Caen à 8 km de la ville en direction de Ouistreham, le long du canal de Caen à la mer.

### Hydrographie
La commune est située dans le bassin Seine-Normandie. Elle est drainée par l'Orne, le Dan, le canal de Caen à la Mer, le canal 01 de la Cité des Banquets, le Dan et  et un autre petit cours d'eau,.
L'Orne, d'une longueur de 170 km, prend sa source dans la commune d'Aunou-sur-Orne et se jette  dans l'embouchure de l'Orne à Merville-Franceville-Plage, après avoir traversé 60 communes. 
Le Dan, d'une longueur de 20 km, prend sa source dans la commune d'Anisy et se jette  dans le canal de Caen à la mer sur la commune, après avoir traversé huit communes. 
Le canal de Caen à la mer, un canal, chenal navigable d'une longueur de 14 km, prend sa source dans la commune de Caen et se jette  dans l'embouchure de l'Orne à Ouistreham, après avoir traversé six communes. 

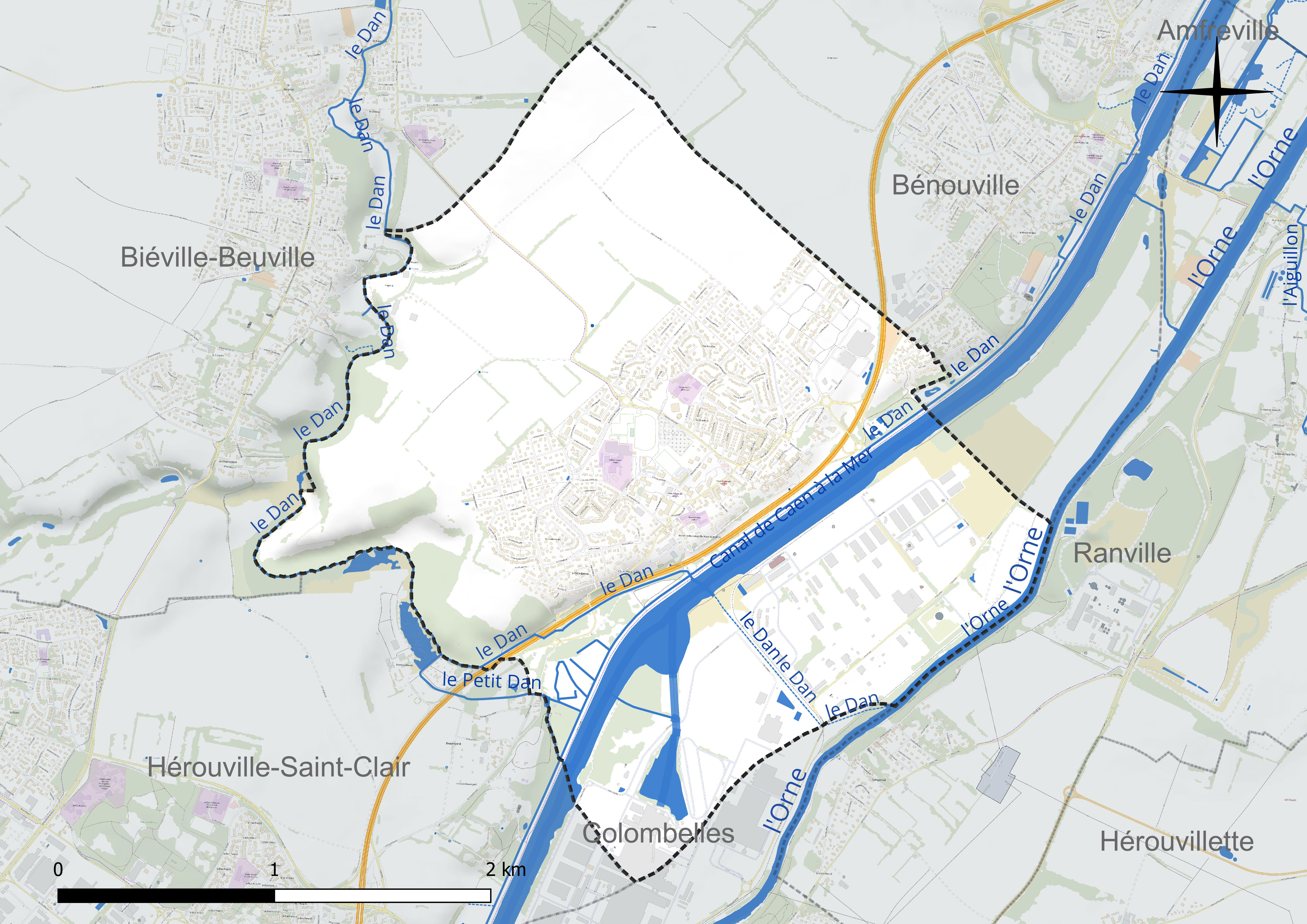
Réseau hydrographique de Blainville-sur-Orne.

### Climat
Pour des articles plus généraux, voir Climat de la Normandie et Climat du Calvados.
En 2010, le climat de la commune est de type climat océanique altéré, selon une étude du CNRS s'appuyant sur une série de données couvrant la période 1971-2000. En 2020, Météo-France publie une typologie des climats de la France métropolitaine dans laquelle la commune est exposée à un climat océanique et est dans la région climatique  Normandie (Cotentin, Orne), caractérisée par une pluviométrie relativement élevée (850 mm/a) et un été frais (15,5 °C) et venté. Parallèlement le GIEC normand, un groupe régional d'experts sur le climat, différencie quant à lui, dans une étude de 2020, trois grands types de climats pour la région Normandie, nuancés à une échelle plus fine par les facteurs géographiques locaux. La commune est, selon ce zonage, exposée à un « climat des plateaux abrités », correspondant à la plaine agricole de Caen à Falaise, sous le vent des collines de Normandie et proche de la mer, se caractérisant par une pluviométrie et des contraintes thermiques modérées.
Pour la période 1971-2000, la température annuelle moyenne est de 10,7 °C, avec  une amplitude thermique annuelle de 11,9 °C. Le cumul annuel moyen de précipitations est de 678 mm, avec 11,5 jours de précipitations en janvier et 7,1 jours en juillet. Pour la période 1991-2020, la température moyenne annuelle observée sur la station météorologique la plus proche, située sur la commune de Sallenelles à 6 km à vol d'oiseau, est de 11,8 °C et le cumul annuel moyen de précipitations est de 735,8 mm,. Pour l'avenir, les paramètres climatiques de la commune estimés pour 2050 selon différents scénarios d'émission de gaz à effet de serre sont consultables sur un site dédié publié par Météo-France en novembre 2022.

## Urbanisme

### Typologie
Au 1er janvier 2024, Blainville-sur-Orne est catégorisée ceinture urbaine, selon la nouvelle grille communale de densité à 7 niveaux définie par l'Insee en 2022.
Elle appartient à l'unité urbaine de Blainville-sur-Orne, une agglomération intra-départementale dont elle est ville-centre,. Par ailleurs la commune fait partie de l'aire d'attraction de Caen, dont elle est une commune de la couronne,. Cette aire, qui regroupe 296 communes, est catégorisée dans les aires de 200 000 à moins de 700 000 habitants,.

### Occupation des sols
L'occupation des sols de la commune, telle qu'elle ressort de la base de données européenne d'occupation biophysique des sols Corine Land Cover (CLC), est marquée par l'importance des territoires artificialisés (51,4 % en 2018), en augmentation par rapport à 1990 (37,1 %). La répartition détaillée en 2018 est la suivante : 
terres arables (29,5 %), zones industrielles ou commerciales et réseaux de communication (25,9 %), zones urbanisées (25,5 %), forêts (6,5 %), prairies (5,7 %), eaux continentales (5,3 %), zones agricoles hétérogènes (1,5 %), milieux à végétation arbustive et/ou herbacée (0,1 %). L'évolution de l'occupation des sols de la commune et de ses infrastructures peut être observée sur les différentes représentations cartographiques du territoire : la carte de Cassini (XVIIIe siècle), la carte d'état-major (1820-1866) et les cartes ou photos aériennes de l'IGN pour la période actuelle (1950 à aujourd'hui).

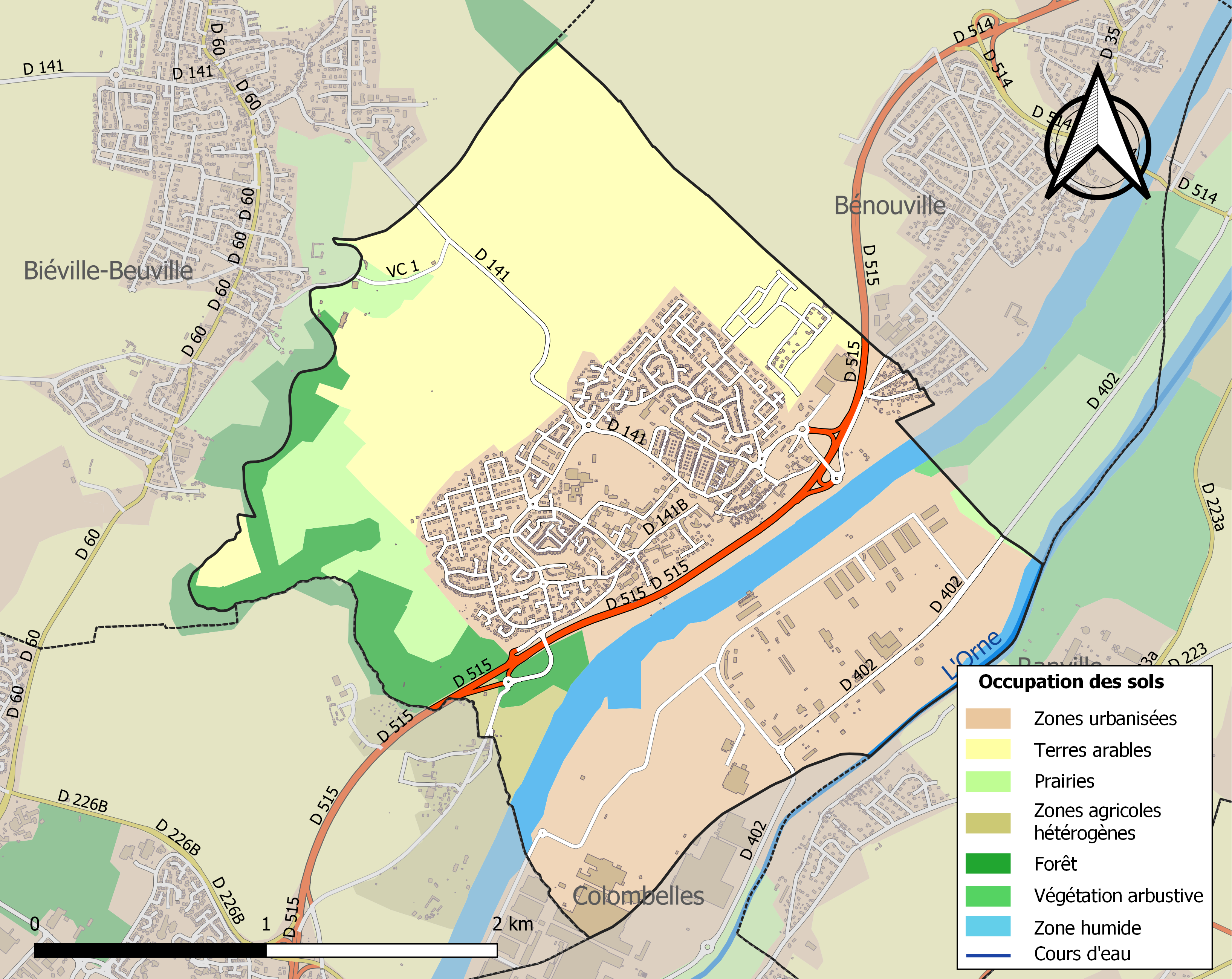
Carte des infrastructures et de l'occupation des sols de la commune en 2018 (CLC).

## Toponymie
Le nom de la localité est attesté sous les formes Bledvila et Blevilla en 1066 (cartulaire de la Trinité), Bleville en 1371, Blanville en 1381 (arch. nat. P. 271, n° 39), Blainville sur Orne et Blainville sur Houlme en 1476 (arch. nat. P. 272, n° 27),.
Selon Fernand Lechanteur, le mot Blainville est formé de l'un des deux patronymes franciques : Blidwin ou Bladwin et de l'adjonction du suffixe villa.[source insuffisante]
La référence au fleuve Orne a été ajoutée le 8 octobre 1958.

## Histoire
L'éperon rocheux dominant la vallée du Dan a abrité dès l'époque protohistorique une occupation humaine. Barré par deux rangées de trois lignes de fossés, le site est occupé jusqu'à l'époque gallo-romaine. Des vestiges de cette dernière époque ont été retrouvés en contrebas, attestant de l'existence d'un petit port, le Dan étant alors navigable.

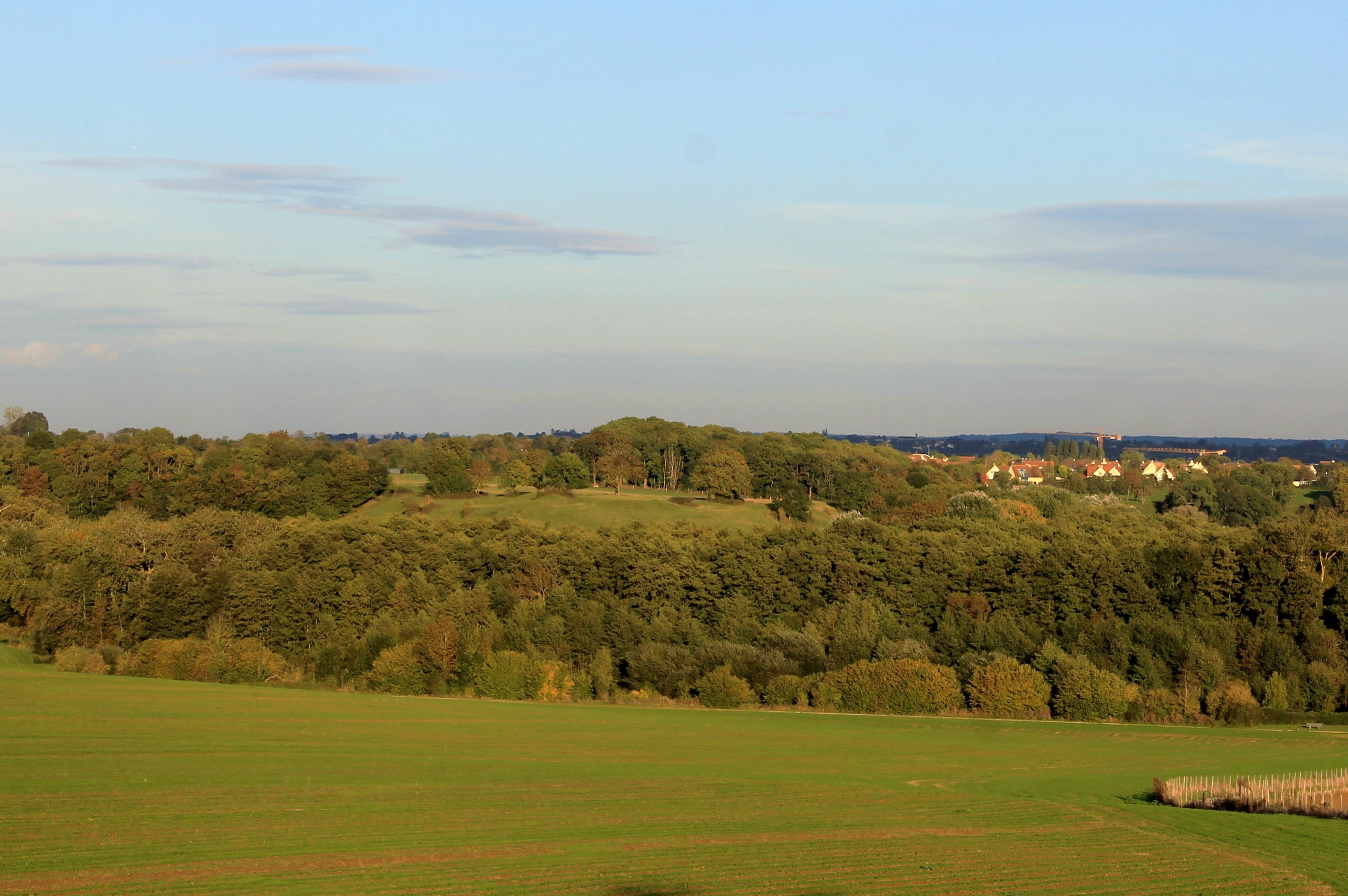
Vue sur l'éperon de la Grande Roche, position fortifiée occupée jusqu'à l'époque gallo-romaine.

## Politique et administration

### Liste des maires

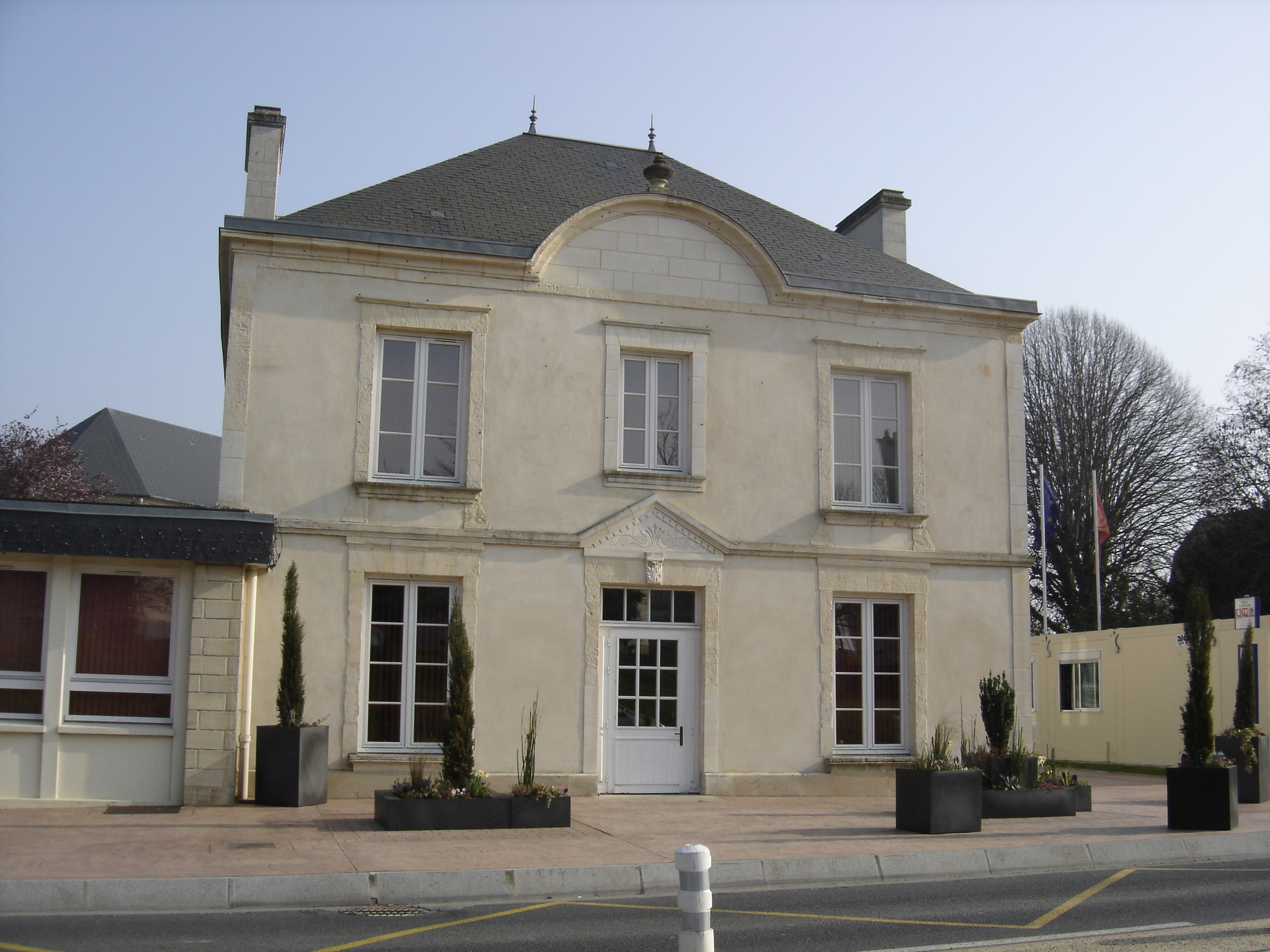
La mairie.

| Période                                  | Période   | Identité         | Étiquette       | Qualité                                         |
| ---------------------------------------- | --------- | ---------------- | --------------- | ----------------------------------------------- |
| Les données manquantes sont à compléter. |           |                  |                 |                                                 |
| octobre 1947                             | mars 1965 | Jules Launay     |                 |                                                 |
| mars 1965                                | juin 1995 | Jacques Bayon    | PCF             | Instituteur                                     |
| juin 1995                                | mai 2020  | Daniel Françoise | PS puis DVG     | Agent d'assurance Vice-président de Caen la Mer |
| mai 2020                                 | En cours  | Lionel Marie     | DVG (sout. PCF) | Ancien directeur d'agence Pôle Emploi           |

## Démographie

### Évolution démographique
L'évolution du nombre d'habitants est connue à travers les recensements de la population effectués dans la commune depuis 1793. Pour les communes de moins de 10 000 habitants, une enquête de recensement portant sur toute la population est réalisée tous les cinq ans, les populations de référence des années intermédiaires étant quant à elles estimées par interpolation ou extrapolation. Pour la commune, le premier recensement exhaustif entrant dans le cadre du nouveau dispositif a été réalisé en 2007.
En 2022, la commune comptait 5 991 habitants, en évolution de +5,01 % par rapport à 2016 (Calvados : +1,58 %, France hors Mayotte : +2,11 %).
| 1793 | 1800 | 1806 | 1821 | 1831 | 1836 | 1841 | 1846 | 1851 |
| ---- | ---- | ---- | ---- | ---- | ---- | ---- | ---- | ---- |
| 210  | 299  | 325  | 382  | 351  | 359  | 353  | 389  | 357  |

| 1856 | 1861 | 1866 | 1872 | 1876 | 1881 | 1886 | 1891 | 1896 |
| ---- | ---- | ---- | ---- | ---- | ---- | ---- | ---- | ---- |
| 362  | 381  | 388  | 351  | 350  | 307  | 297  | 282  | 245  |

| 1901 | 1906 | 1911 | 1921 | 1926  | 1931  | 1936 | 1946  | 1954  |
| ---- | ---- | ---- | ---- | ----- | ----- | ---- | ----- | ----- |
| 235  | 239  | 231  | 960  | 1 189 | 1 206 | 579  | 1 573 | 2 079 |

| 1962  | 1968  | 1975  | 1982  | 1990  | 1999  | 2006  | 2007  | 2012  |
| ----- | ----- | ----- | ----- | ----- | ----- | ----- | ----- | ----- |
| 2 119 | 2 735 | 2 519 | 4 390 | 4 341 | 4 390 | 5 395 | 5 541 | 5 538 |

| 2017  | 2022  | - | - | - | - | - | - | - |
| ----- | ----- | - | - | - | - | - | - | - |
| 5 801 | 5 991 | - | - | - | - | - | - | - |

### Pyramide des âges
La population de la commune est relativement jeune.
En 2018, le taux de personnes d'un âge inférieur à 30 ans s'élève à 37,9 %, soit au-dessus de la moyenne départementale (35,2 %). À l'inverse, le taux de personnes d'âge supérieur à 60 ans est de 23 % la même année, alors qu'il est de 27,9 % au niveau départemental.
En 2018, la commune comptait 2 787 hommes pour 3 155 femmes, soit un taux de 53,1 % de femmes, légèrement supérieur au taux départemental (51,95 %).
Les pyramides des âges de la commune et du département s'établissent comme suit.
| Hommes | Classe d’âge | Femmes |
| ------ | ------------ | ------ |
| 0,3    | 90 ou +      | 1,0    |
| 4,7    | 75-89 ans    | 7,5    |
| 15,4   | 60-74 ans    | 16,7   |
| 20,1   | 45-59 ans    | 20,7   |
| 18,6   | 30-44 ans    | 18,8   |
| 20,9   | 15-29 ans    | 18,5   |
| 20,0   | 0-14 ans     | 16,8   |

| Hommes | Classe d’âge | Femmes |
| ------ | ------------ | ------ |
| 0,8    | 90 ou +      | 2,1    |
| 7,2    | 75-89 ans    | 10,2   |
| 18,1   | 60-74 ans    | 19,3   |
| 19,4   | 45-59 ans    | 18,9   |
| 17,8   | 30-44 ans    | 16,9   |
| 19     | 15-29 ans    | 17,1   |
| 17,7   | 0-14 ans     | 15,5   |

## Économie
Les Chantiers navals français (CNF) ont construit plusieurs centaines de navires entre 1918 et 1954 et ont employé de nombreux Blainvillais.
L'usine Renault Trucks (ex-Saviem), 2 500 salariés, est le premier employeur privé de Basse-Normandie.

## Lieux et monuments
- La porte de l'ancien château de Colbert devant l'église, plus connue sous le nom de portail Colbert fait l'objet d'une inscription au titre des monuments historiques depuis le 4 avril 1932[31].
- L'église Saint-Gerbold date partiellement du Moyen Âge. Sa façade est du XVIIIe siècle. Elle possède un retable datant de 1666 orné d'une Présentation au Temple et de deux statues (Vierge à l'Enfant et saint Étienne) et également une statue de saint Gerbold du XVIe siècle dont l'église porte le nom.
- Le lavoir[32].
- Le fournil.

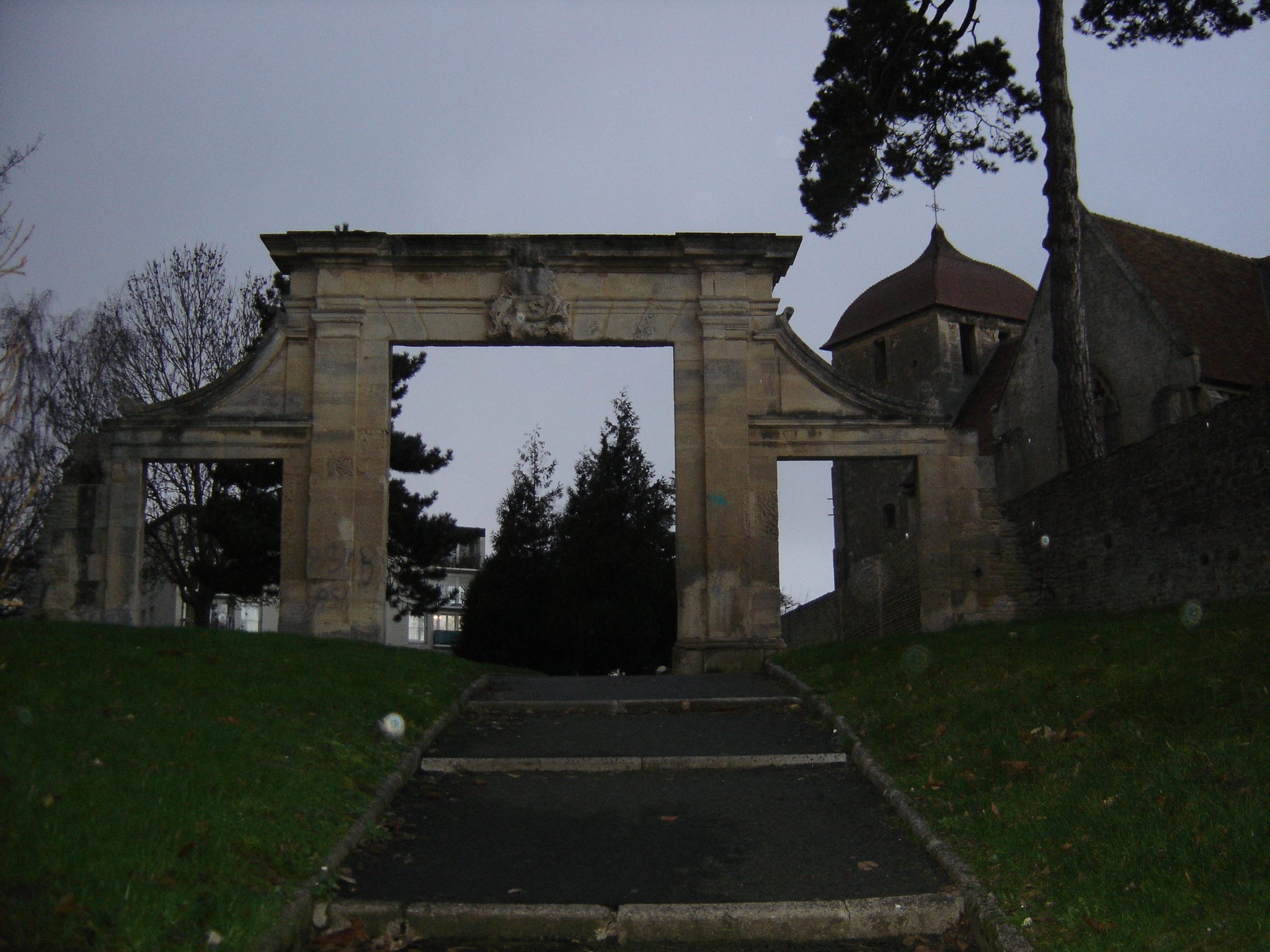
Le portail Colbert.
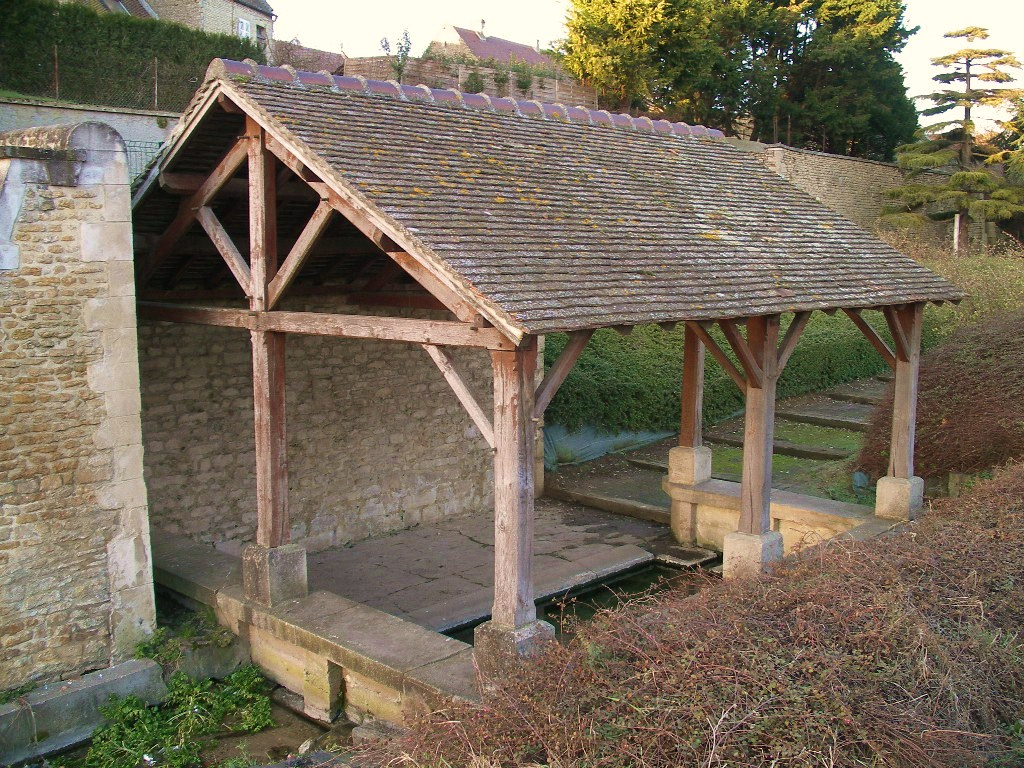
Le lavoir.
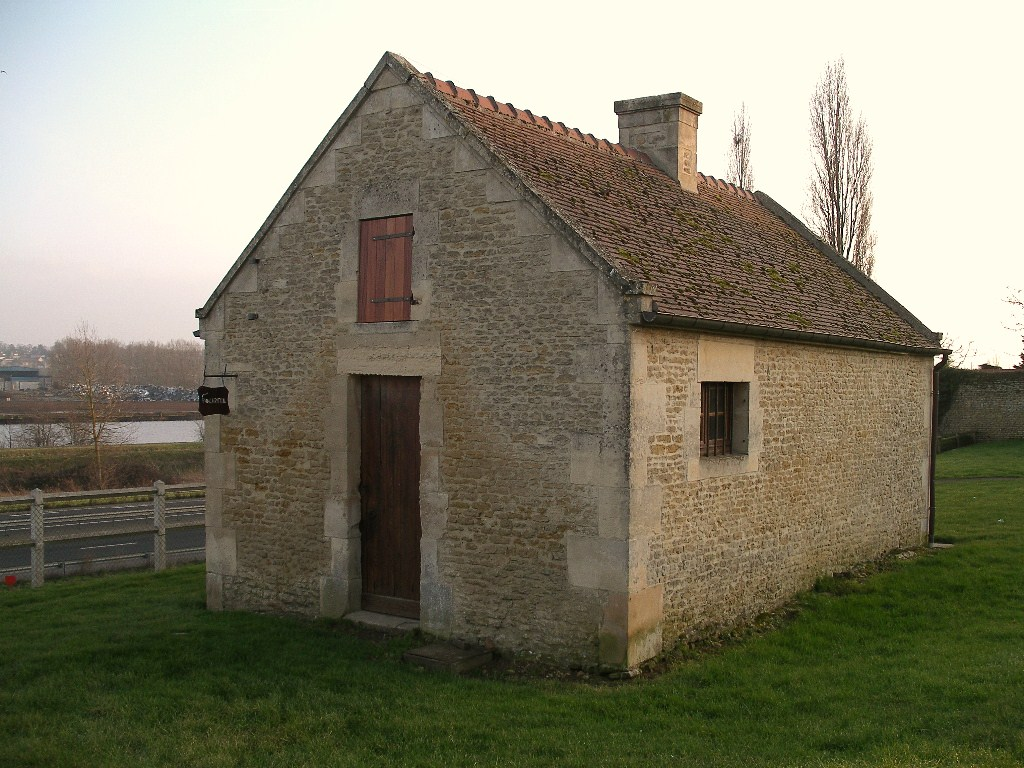
Le fournil.

## Activité et manifestations

### Jumelages
- Bomlitz (Allemagne) depuis 2004.
- Sartirana Lomellina (Italie) depuis 2007.

## Personnalités liées à la commune
- Jean-Baptiste Colbert (1619-1683), contrôleur général des finances puis secrétaire d'État à la Maison du Roi, y fait bâtir une ferme en 1668 et prendra le titre de marquis de Blainville en 1680[33].
- Jules Launay (1906-1979), maire de Blainville-sur-Orne de 1947 à 1965. C'est notamment durant ses mandats qu'a été construit le groupe scolaire Colbert et que l'usine Renault-Trucks (alors Saviem) s'est installée sur le territoire de la commune.
- Abbé Gaston Saint-Jean (1905-1984), curé de Blainville-sur-Orne et de Bénouville de 1937 à 1962.

Il est ordonné prêtre en 1930 et nommé vicaire à Falaise. En 1939, il est mobilisé comme lieutenant puis comme capitaine. Il est décoré de la Croix de guerre.
À son retour, il crée l'Union blainvillaise avec des activités sportives (football, basket-ball, gymnastique), des activités culturelles (théâtre, avec la jeune Annie Girardot notamment, une chorale, des activités musicales telles que fanfare et harmonie, et enfin Les Primevères, un corps de ballet pour les jeunes filles). Il est à l'origine d'une salle de spectacle de 350 places, avec cinéma et théâtre. En 1944, il fait venir des religieuses qui ouvrent la première école maternelle et un dispensaire dans des locaux achetés par l'abbé lui-même. Durant toutes ces années, il a également la charge d'aumônier à la Maison départementale de Bénouville. À ce titre, il baptise des centaines de nouveau-nés dont Gérard Lenorman.
Il est officier d'académie et médaillé de l'éducation physique.

## Héraldique
| Blason de Blainville-sur-Orne | Blason  | Écartelé : au 1er et au 4e d'azur aux trois fleurs de lys d'or, au 2e et au 3e de sinople au sautoir bretessé d'argent chargé d'un sautoir d'or, sur le tout d'or à la bisse ondoyante d'azur posée en pal(de Colbert). |
| Blason de Blainville-sur-Orne | Détails | |